# ギオルギ・アブリャニア
ギオルギ・アブリャニア（Giorgi Aburjania、1995年1月2日 - ）は、ジョージア・トビリシ出身のサッカー選手。FCカルタヘナ所属。ポジションはMF。ジョージア代表。
グルジア語のჯ(j)は英語のjと同じように発音されるため、実際は「アブルジャニア」が近い。

## 経歴
ジョージア国内のクラブをいくつか渡り歩いた後、2014年6月17日、アノルトシス・ファマグスタと2年契約を交わした。
2016年1月8日、アノルトシスでのプレーが評価され、スペイン2部に在籍するジムナスティック・タラゴナと2年半契約を結んだ。1ヶ月後、ホームでのCDテネリフェ戦でデビューした。
2016年8月2日、セビージャFCと4年契約を締結し、そのままセビージャ・アトレティコに2シーズンレンタルされることも発表された。
2018年8月1日、スペイン2部のCDルーゴへ1シーズンのレンタルで移籍した。
2019年7月、FCトゥウェンテにレンタルした。
2020年9月20日、セグンダ・ディビシオンのレアル・オビエドと2年契約を結んだ。
2021年1月28日、FCカルタヘナに移籍した。

## 代表経歴
2016年3月29日、カザフスタン代表との親善試合でジョージア代表デビュー。